# Piotr Samoïlenko
Piotr Mikhaïlovitch Samoïlenko (en russe : Пётр Михайлович Самойленко, en anglais : Petr Samoylenko), né le 7 février 1977 à Uchquduq, dans la République socialiste soviétique d'Ouzbékistan, est un joueur russe de basket-ball, évoluant au poste de meneur.

## Carrière

### Palmarès
- Champion d'Europe 2007
- Vainqueur de l'EuroChallenge 2004 (UNICS Kazan)
- Vainqueur de la coupe de Russie 2003, 2009 (UNICS Kazan)